# 朱吾縣
朱吾縣，中國古代的縣，西漢時期至唐，位於今越南广平省境內。
朱吾的位置原為越裳國的領土，秦代屬於象郡。漢設置日南郡，郡治在朱吾縣。东汉時郡治改為西卷。晉朝、南朝宋時，朱吾都屬日南郡所轄，亦謂之朱吾戍。南朝齊時仍舊稱朱吾縣。隋代時，朱吾縣改屬比景郡，唐屬景州，後被廢。